# Kánon D dur (Pachelbel)
Kánon D dur nebo špatně přeloženo Kánon v D dur (plným německým názvem: Kanon und Gigue in D-Dur für drei Violinen und Basso Continuo) je barokní skladba Johanna Pachelbela. Složil ji kolem roku 1680 jako chrámovou hudbu pro tři housle a basso continuo, ale od té doby byla přepsána pro celou řadu dalších hudebních nástrojů. Kánon byl v originále spárován s gigou ve stejné tónině, i když dnes se tato část hraje velmi zřídka.
Kánon je postaven na charakteristickém akordovém sledu, který ve druhé polovině 20. století pronikl do populární hudby a byl mnohokrát použit a adaptován v písních různých žánrů.

## Popularizace ve 20. století
Kánon byl bez doprovodné gigy v moderní době poprvé publikován r. 1919 Gustavem Beckmannem, který skladbu zahrnul do svého článku o Pachelbelově komorní hudbě.  Beckmannův výzkum vznikl z popudu a za podpory badatele a vydavatele na poli staré hudby Maxe Seifferta, který publikoval svou úpravu Kanonu a gigy roku 1929. Tato edice obsahovala mnoho úprav, včetně změn tempa. Poprvé nahrán byl Kánon roku 1940 Arthurem Fiedlerem.
Skutečný převrat přišel teprve roku 1968, kdy Jean-François Paillard nahrál se svým komorním souborem vlastní úpravu kánonu. Ta dodala skladbě poněkud romantický nádech: autor zpomalil tempo a přidal některé prvky jako třeba výrazné pizzicato. Album vyšlo v červnu u značky Erato Records a obsahovalo i jiné skladby, například koncert pro trubku od Johanna Friedricha Fasche.
Hned v červenci 1968 původem řecká skupina tou dobou usazená ve Francii, Aphrodite's Child, vydala singl "Rain and Tears", což byla rocková adaptace Pachelbelova díla. Jen o několik měsíců později, v říjnu 1968, vydala španělská skupina Pop-Tops single "Oh Lord, Why Lord", opět založený na Pachelbelově kánonu. Tato úprava se stala podnětem pro cover verzi "Oh Lord, Why Lord" americké skupiny Parliament v roce 1970.
Právě roku 1970 jedna stanice klasické hudby v San Franciscu pustila do éteru Paillardovu nahrávku a vzápětí byla zaplavena dotazy a žádostmi od posluchačů. Kalifornská sláva skladby se rychle šířila. V roce 1974 vydalo London Records reedici alba z r. 1961 od Stuttgartského komorního orchestru. Album obsahovalo Corelliho Vánoční koncert, ale také, jaksi mimochodem, Pachelbelův Kánon D Dur, z něhož se však mezi tím stal kasovní trhák. Album tak bylo případně přejmenováno: Pachelbel Kanon: the Record That Made it Famous and other Baroque Favorites, a stalo se nejprodávanější nahrávkou klasické hudby roku 1976.
Roku 1977 label RCA Red Seal znovu vydal album vydané r. 1968 s Paillardovou úpravou skladby, a ve Spojených státech bylo toho roku album na 6. příčce prodejnosti mezi klasickými nahrávkami. (Albu konkurovali ještě další LP toho roku: na 13. příčce bylo album rovněž s Paillardovou nahrávkou Go For Baroque!, a na 17. příčce bylo album Stuttgartského komorního orchestru.) Paillardova verze měla významné postavení také na soundtracku k Redfordově filmu z roku 1980 Obyčejní lidé.. Zatím albu RCA stoupalo na žebříčku prodávanosti a v lednu 1982 obsadilo nejvyšší příčku, na které se udrželo až do května, kdy bylo sesazeno albem, jež pod vedením Christophera Hogwwoda nahrála Academy of Ancient Music. Ovšem i tata nahrávka obsahovala Pachelbelův Kánon D Dur.
Ze 70. let pochází variace na Pachelbelův kánon z pera amerického skladatele George Rochberga. Z novějších nahrávek je skladbou inspirováno např. aranžmá písně "C U When U Get There" z roku 1997, vytvořené americkým rapperem Cooliem.